# Big Gipp
Big Gipp (nascido Cameron Gipp em 28 de Abril de 1973), é um rapper estadunidense. Foi membro da Goodie Mob, e gravou um álbum solo, também contribuiu com diversos artistas do gêneros, sendo mais recente Ali como Ali & Gipp. Conhecido pelo seus estilo vocal lento, com letras focadas na politicas e as vida nas ruas.

## Discografia
- 2003 Mutant Mindframe
- 2007 Kinfolk (com Ali)

## Colaborações
- Nelly na canção Grillz com Jermaine Dupri, Paul Wall, e Ali. Além disso, colaborou com OutKast, 8 Ball & MJG, Mack 10, B.G., Rehab, Lil' Flip, UGK, Witchdoctor, Da Backwudz, Three 6 Mafia, Chace Infinite of Self Scientific,, Kurupt, Mr. Cheeks of Lost Boyz, Solé, Xzibit, J. Wells, Pharoahe Monch, JT Money, RZA of Wu Tang Clan, Thrill da Playa dos 69 Boyz, Youngbloodz, Techniec, Dead Prez, N.O.R.E., Devin the Dude, Too Short, Kokane, Ludacris, C-Murder, Jagged Edge, Bubba Sparxxx e Lil' Jon.